# Lijst van industrieel erfgoed in Bunschoten
De lijst industrieel erfgoed in Bunschoten-Spakenburg is een inventarisatie van industriële monumenten in de gemeente Bunschoten. De lijst is in februari 2014 opgesteld door de Utrechtse Stichting voor het Industrieel Erfgoed (Usine). Het gaat om panden die mogelijk al de status van gemeentelijk monument of rijksmonument hebben.

## Bunschoten - Spakenburg
| Object | Oorspronkelijke functie? | Bouwjaar | Architect     | Locatie                        | Coördinaten?                  | Nr.?           | Afbeelding |
| --- | ------------------------ | -------- | ------------- | ------------------------------ | ----------------------------- | -------------- | --- |
| Polynorm metaalfabriek; in 1950 woningen uit het stalen Polynormsysteem, na 1953 producent van alleen de binnendeurkozijnen; ook toeleverancier auto-industrie; voorbeeld periode wederopbouw (1948, oudste hallen)                                                                       | Gebouw                   | 1948     |               | Amersfoortseweg 9              |                               | 0313/wikinr701 | Upload foto |
| Waterschapshuis Waterschap beoosten de Eem; nu woonhuis (1951) | Gebouw                   | 1951     |               | Amersfoortseweg 32-34          |                               | 0313/wikinr702 | Upload foto |
| Bickersvaart - kanaal Bunschoten-Eemdijk (Eem), iov de Amsterdamse koopman Jan Bicker | Gebouw                   | 1640     |               |                                |                               | 0313/wikinr703 | Upload foto |
| Transformatorhuisje PUEM (1954) | Gebouw                   | 1954     |               | Eemdijk ong.                   |                               | 0313/wikinr704 | Upload foto |
| Dam tussen Oude en Nieuwe haven; volgebouwd met visserswoningen en kleine bedrijfspandjes die met visserij te maken hebben of hadden | Gebouw                   | 1887     |               | Havendijk                      |                               | 0313/wikinr705 | Upload foto |
| Gemeentelijke visafslag | visafslag                | 1923     |               | Havendijk 28                   | 52° 15' 22" NB, 5° 22' 53" OL | 520419         | Gemeentelijke visafslag |
| Kerk Chr Afgescheiden Gemeente, daarna school, worstfabriek Van Halteren, automobielfabriek; nu bedrijfsfunctie | kerk                     | 1841     |               | Kerkstraat 7                   |                               | 0313/wikinr706 | Upload foto |
| Nieuwe Haven, gegraven wegens sterke uitbreiding visserij | Gebouw                   | 1886     |               | Nieuwe Haven                   |                               | 0313/wikinr707 | Upload foto |
| Oude Haven - vanouds 15e eeuw en kreeg in 1752 een grote opknapbeurt wegens verval, visserij werd zelfs niet meer uitgeoefend; in 2011 gerestaureerd met sluisdeuren | Gebouw                   | 15e eeuw |               | Oude Haven                     |                               | 0313/wikinr708 | Upload foto |
| Botterwerf rm met vier scheepshellingen, rode loods (1901), botterloods (19e eeuw), smederij (1904, werf va 18e eeuw) | Gebouw                   |          |               | Oude Haven en Oude Schans 86-8 | 52° 15' 17" NB, 5° 22' 42" OL | 520414         | Botterwerf rm met vier scheepshellingen, rode loods (1901), botterloods (19e eeuw), smederij (1904, werf va 18e eeuw) |
| Taanschuur / taanderij (19e eeuw) | Gebouw                   | 19e eeuw |               | Oude Schans 7                  |                               | 0313/wikinr709 | Upload foto |
| Visrokerij Willem Muys, schuurachtig gebouw met zadeldak en vijf nisachtige ruimten voor het roken van de vis, enige van dit type aan de vm Zuiderzeekust; deel van het museum Spakenburg rm                                                                                              | Gebouw                   | 1877     |               | Oude Schans 56-56a             | 52° 15' 17" NB, 5° 22' 39" OL | 520416         | Visrokerij Willem Muys, schuurachtig gebouw met zadeldak en vijf nisachtige ruimten voor het roken van de vis, enige van dit type aan de vm Zuiderzeekust; deel van het museum Spakenburg rm                                                                                              |
| Korenmolen De Hoop, replica (2008) | Gebouw                   | 1988     |               | Stadsspui 2                    |                               | 0313/wikinr710 | Upload foto |
| Zuivelfabriek Eemlandia, in 1928 uitgebreid met een pakhuis, in 1938 met een caseïnefabriek en in 1951 met een pakhuis annex melkverstuivingspand; tot 1963 gefunctioneerd en in 2006 gerestaureerd; wachtend op herbestemming en ontwikkelingen woningbouw in de directe omgeving (1918) | Industrie                | 1918     | S.F. Hoekstra | Veenestraat 44                 | 52° 14' 1" NB, 5° 22' 18" OL  | 520420         | Zuivelfabriek Eemlandia, in 1928 uitgebreid met een pakhuis, in 1938 met een caseïnefabriek en in 1951 met een pakhuis annex melkverstuivingspand; tot 1963 gefunctioneerd en in 2006 gerestaureerd; wachtend op herbestemming en ontwikkelingen woningbouw in de directe omgeving (1918) |
| Smederij met woning | Gebouw                   | ± 1900   |               | Weikamp 26-28                  |                               | 0313/wikinr711 | Upload foto |